# Каријес (Грчка)
Каријес (грч. Καρυές) је насељено место у општини Катерини у периферији Средишња Македонија, Грчка. Према попису из 2021. године било је 152 становника.
На попису из 1913. године Каријес је имао 68 житеља Грка.